# Emmanuel de Margerie (diplomate)
Pour l’article homonyme, voir Emmanuel de Margerie (géologue).
Emmanuel Jacquin de Margerie (Paris, 25 décembre 1924 - Paris, 3 décembre 1991) est un diplomate, ambassadeur de France, et administrateur culturel français.

## Famille
Emmanuel Amédée Henri Jacquin de Margerie est fils et petit-fils de diplomates français. Son père, Roland de Margerie (1899-1990), et son grand père, Pierre de Margerie (1861-1942), occupèrent parmi les postes les plus prestigieux de la diplomatie française. Il est le frère cadet de l'écrivain Diane de Margerie et du théologien Bertrand de Margerie.
Il épousa Hélène Hottinguer (1924-2013), dont il eut deux enfants Gilles et Laure.

## Biographie
Emmanuel de Margerie fit ses études à l'Université Aurore à Shanghai, puis à l'Institut d'études politiques de Paris. Il intégra ensuite l'École nationale d'administration (ENA).
Après plusieurs postes en Grande-Bretagne, en Russie, au Japon et aux États-Unis, il fut ambassadeur à Madrid de 1977 à 1981, à Londres de 1981 à 1984 et à Washington de 1984 à 1989.
Au-delà de sa carrière diplomatique, ses intérêts pour les arts et le patrimoine historique l'ont amené à exercer de nombreuses fonctions dans ces domaines. Il fut, de 1975 à 1977, directeur des musées de France et de l'École du Louvre et contribua à la création du musée d'Orsay.
Après son retour d'Amérique en 1989, il devint président de Christie's pour l'Europe continentale. Il fut aussi président du Fonds mondial pour les monuments en France.

## Distinctions honorifiques
- Officier de la Légion d'honneur
- Commandeur de l'ordre national du Mérite
- Grand-croix de l'ordre d'Isabelle la Catholique
- Chevalier, ordre souverain de Malte
- Croix de l'ordre pro Merito Melitensi